# Zangon Illo
Zangon Illo (auch: Toudoun Hôla, Zangon Ilo, Zan Illo, Zongo Illo, Zongon Illoh) ist ein Dorf in der Landgemeinde Droum in Niger.

## Geographie
Das von einem traditionellen Ortsvorsteher (chef traditionnel) geleitete Dorf befindet sich rund fünf Kilometer westlich des Hauptorts Droum der gleichnamigen Landgemeinde, die zum Departement Mirriah in der Region Zinder gehört. Zu weiteren Siedlungen in der Umgebung von Zangon Illo zählen Mazoza im Norden, Magéma im Süden und Magaria Tounkour im Westen.
Es herrscht das Klima der Sahelzone vor, mit einer durchschnittlichen jährlichen Niederschlagsmenge zwischen 300 und 400 mm.

## Bevölkerung
Bei der Volkszählung 2012 hatte Zangon Illo 463 Einwohner, die in 90 Haushalten lebten. Bei der Volkszählung 2001 betrug die Einwohnerzahl 291 in 52 Haushalten und bei der Volkszählung 1988 belief sich die Einwohnerzahl auf 243 in 46 Haushalten.
Zangon Illo ist eine Tuareg-Siedlung.

## Kultur und Sehenswürdigkeiten
Im mythenverbundenen „Friedhof ohne Gräber“ (cimetière sans tombes) von Zangon Illo liegen gebleichte menschliche Knochen auf dem Boden verstreut. Sie sollen immer einige Zeit nach der Wiederbestattung wieder an die Oberfläche kommen.